# Liste von Erhebungen in Litauen

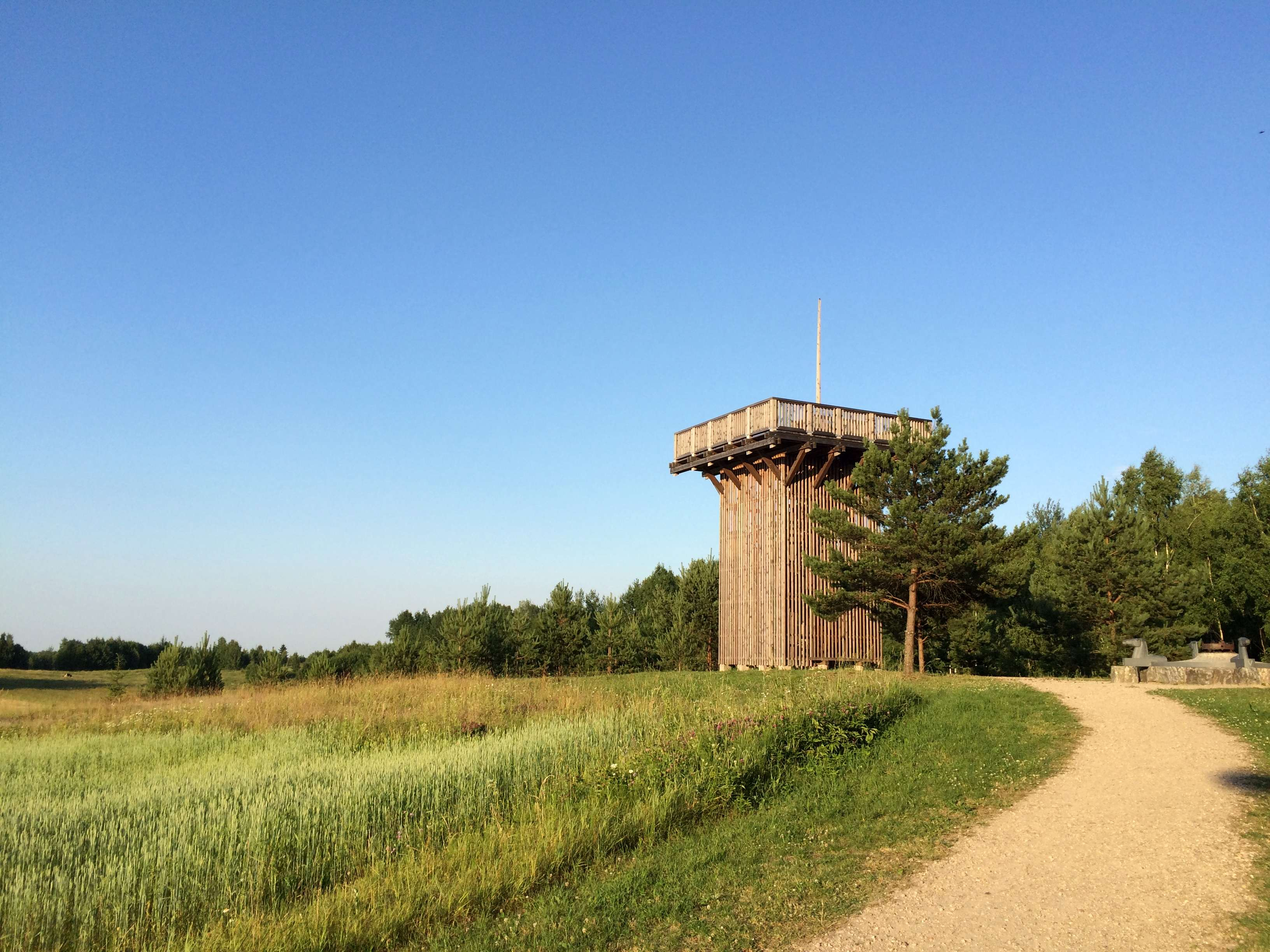
Sicht von Aukštojas

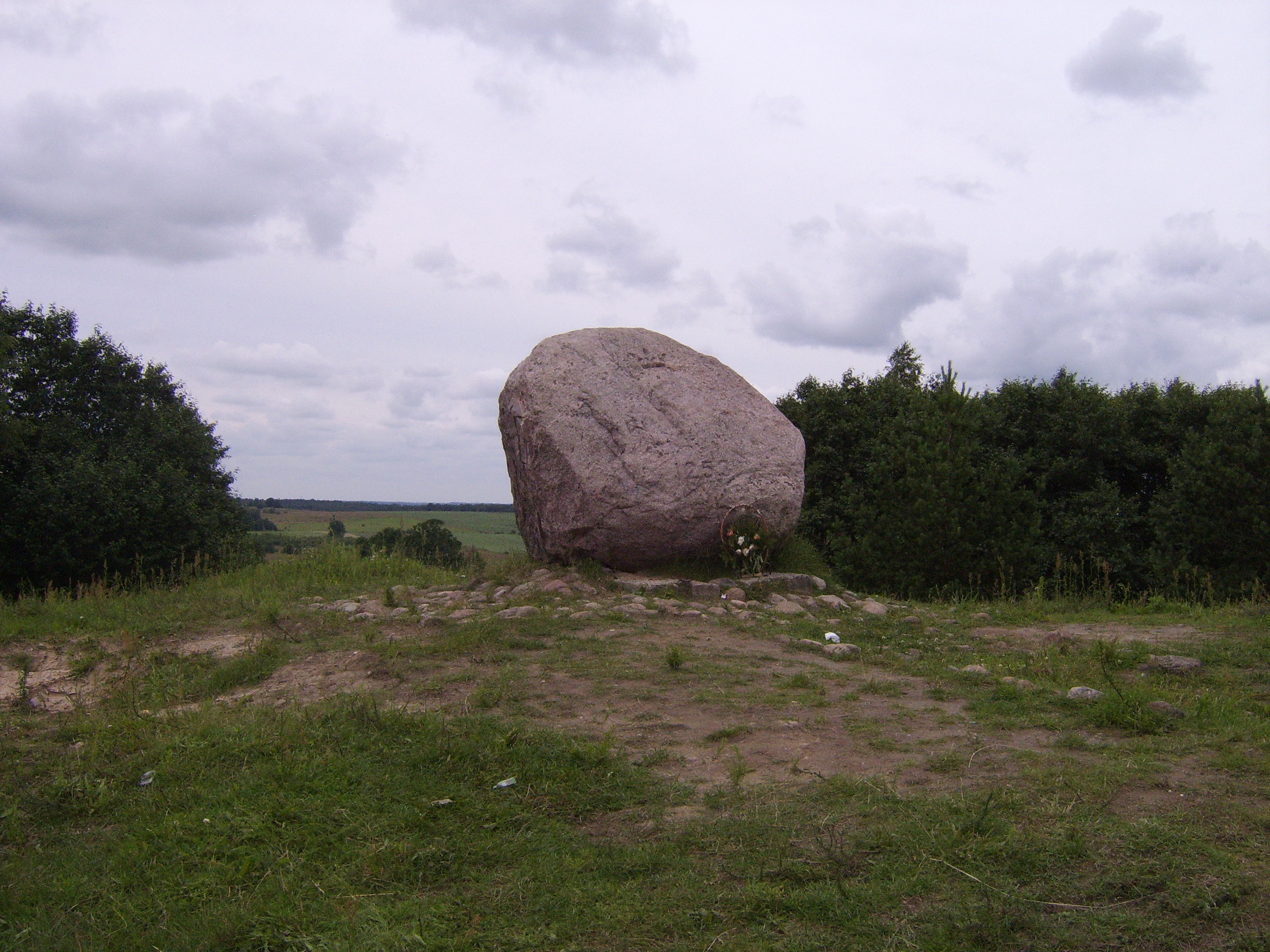
Juozapinė

Dies ist eine Auflistung der höchsten Erhebungen in Litauen. Die Auflistung berücksichtigt die neuesten Messungen aus dem Jahre 2004.
| Hügel             | Höhe   | Anmerkungen |
| ----------------- | ------ | --- |
| Aukštojas         | 293,84 | Liegt auf dem Belarussischen Höhenrücken                                                                         |
| Kruopinė          | 293,65 | |
| Juozapinės kalnas | 293,60 | Liegt auf dem belarussischen Höhenrücken. Teilweise auch mit 292,7 m angegeben. Ehemals höchster Hügel Litauens. |